# 全儲備銀行業務
全儲備銀行業務也被稱為百分之百儲備銀行業務，相對於「部分儲備銀行業務」，這類銀行需要具備相對應儲戶所存入的現金的所有額度，讓存款者在提款時滿足他們的需求。舉例來說，顧客們的活期存款帳戶或是支票戶口這類的存款都不能被銀行作為借貸的流動資金，因為這些資金是銀行顧客們需要資金時要立即滿足他們需求的金額。相對應的，定期存款則沒有這方面的要求與限制，在定期存款期間，銀行可以不用立即履行顧客們的金錢需求。
在過去的貨幣改革，充分儲備銀行業務被許多經濟學家廣泛提出，特別是在1935年有一群經濟學家，其中包括欧文·费雪，這些思維主要是對於大蕭條做出回應。然而在現今的世界中，沒有任何金融體系特別提到全儲備銀行業務，主要是由於銀行業藉由合約來滿足存款準備金比率。

## 全儲備銀行業務的觀點
經濟學家米爾頓·佛利民認為支票帳戶需要具有百分之百的儲備要求 ，另外勞倫斯·克里寇夫也呼籲應該終結部分準備金銀行業務。奧地利經濟學派的經濟學家穆瑞·羅斯巴德也曾撰文指出不能符合全儲備銀行業務的銀行都是非法的，另外全儲備銀行業務可以減少擠兌的風險。
一些經濟學家指出，由於銀行不能使用活期存款來供人貸款，因此難以從活期存款賺取的收益，認為儲戶必須支付與活期存款賬戶相關聯服務的費用。雖然多數人都瞭解到這方面的狀況，不過大眾可能會拒絕這項政策。隨著央行零利率和負利率政策，一些儲戶已經開始把把自己的積蓄存入需要支付存款費用的地方甚至存入部分儲備銀行業務。經濟學家道格拉斯·戴蒙德與菲利浦H. 迪维格也警告在全儲備銀行業務下，銀行不能使用這部分的資金作借貸，會造成活期存款功能被不受監管的機構諸如垃圾債券所取代，進而造成垃圾債券成為金融中介與期限轉換，使金融體系的不穩定並造成金融危機的風險增加。
對於2007年–2008年環球金融危機的反思，金融時報首席經濟學家馬丁·沃爾夫贊同全儲備銀行業務，並說到"這將帶來巨大的好處"，約翰·H·科克倫也認同全儲備銀行業務的優勢。然而保羅·克魯格曼在紐約時報的回應則是認為"全儲備銀行業務當然值得談論"，但擔心它會推動銀行體系之外的金融活動，強化了影子银行這類較少受到規範的金融體系所。